# Braula kohli
Braula kohli är en tvåvingeart som beskrevs av Schmitz 1914. Braula kohli ingår i släktet Braula och familjen bilöss.
Artens utbredningsområde är Kongo. Inga underarter finns listade i Catalogue of Life.